# Louis III de Bavière (1269-1296)
Pour les articles homonymes, voir Louis III.
Ne doit pas être confondu avec Louis III de Bavière.
Louis III (9 octobre 1269, Landshut – 9 octobre 1296, Landshut) est duc de Bavière de 1290 à sa mort. Fils de Henri XIII et d'Élisabeth de Hongrie, il règne sur la Basse-Bavière conjointement avec ses frères Othon III et Étienne Ier.
Louis III épouse Isabelle, une fille du duc Ferry III de Lorraine, mais meurt sans postérité.